# Тяжёлые крейсера типа «Тонэ»
Тяжёлые крейсера типа «Тонэ» (яп. 利根型重巡洋艦 Тонэгата дзюдзюнъёкан) — серия из двух японских крейсеров 1930-х годов.
Разведывательный вариант крейсеров типа «Могами», созданный специально для действия в составе авианосных соединений. Имели сосредоточенные в носовой части все 4 башни главного калибра и развитое авиационное вооружение. В 1934 году выданы заказы на две единицы, которые получили названия «Тонэ» и «Тикума» и были построены в 1934—1939 годах верфью «Мицубиси» в Нагасаки.
Оба корабля приняли активное участие в боевых действиях на Тихоокеанском театре Второй мировой войны. «Тикума» погиб в ходе сражения в заливе Лейте 25 октября 1944 года, «Тонэ» был потоплен американской авиацией в Этадзиме 24 июля 1945 года, позже поднят и сдан на слом.

## Разработка проекта
Согласно принятой 9 ноября 1930 года «Первой программе пополнения флота», с 1934 года предусматривалась выполнение её второй стадии, включавшей в себя постройку 78 новых кораблей. В мае 1933 года Морской Генеральный штаб (МГШ) начал обсуждение планов её реализации, все они включали в себя постройку двух 8450-тонных крейсеров класса B. В октябре проект был одобрен кабинетом министров, в декабре его представили на 65-й сессии парламента, а 20 марта 1934 года его официально приняли под названием «Вторая программа пополнения флота». На 8450-тонные крейсера по ней выделялось 62,53 млн иен, или по 31,265 млн на единицу.
Технические требования к паре крейсеров МГШ сформулировал ещё 14 июня 1933 года, они включали в себя:
- Ударное вооружение из пятнадцати 155-мм орудий с углом возвышения в 75°, восемь 127-мм орудий в спаренных установках, двенадцать зенитных автоматов, шесть 610-мм торпедных труб на борт, четыре гидросамолёта;
- Броневая защита, выдерживающая попадания 203-мм снарядов в районе погребов и 155-мм в районе силовой установки;
- Максимальная скорость хода в 36 узлов (на 1 меньше, чем у «Могами»), дальность плавания в 10 000 морских миль 18-узловым ходом;
- Основные задачи как у крейсеров класса A[3][4].

Разработка крейсеров по этим требованиям велась Четвёртой секцией Морского технического департамента под руководством контр-адмирала Кикуо Фудзимото, позже в связи с инцидентом с «Томодзуру» сменённым капитаном 1-го ранга Кэйдзи Фукуда. Итогом стал базовый проект № C-38, по нему в 1934—1935 годах в Нагасаки заложили два корпуса.
В 1936 году МГШ коренным образом изменил свои требования к строящимся кораблям, теперь они классифицировались как «разведывательные крейсера» (сакутэки дзюнъёкан). Базирующиеся на них самолёты должны были обеспечивать дальнюю разведку, корректировку огня и борьбу с подводными лодками. Так как столь большое число летательных аппаратов было невозможно разместить в ангаре, а на палубе они бы повреждались огнём собственной артиллерии, то была выбрана схема с сосредоточением всех установок ГК в носовой части. Существует альтернативное мнение, что изменение компоновки было вызвано желанием улучшить рассеяние 203-мм снарядов при стрельбе. Изменения относительно оригинального проекта были следующими:
- Водоизмещение 12 500 тонн с 2/3 запасов;
- Максимальная скорость хода в 36 узлов при 150 000 л. с., дальность плавания 8000 (против 10 000) морских миль 18-узловым ходом;
- Вооружение из четырёх (вместо пяти) трёхорудийных 155-мм башен, сосредоточенных в носовой части, десять (против восьми) 127-мм орудий в спаренных установках, восемь 25-мм зенитных автоматов и четыре 13,2-мм пулемёта, четыре строенных 610-мм торпедных аппарата, шесть-восемь гидросамолётов (2-4 трёхместных, 4 двухместных);
- Значительное сокращение доли электросварки по итогам расследования инцидента с Четвёртым флотом, все влияющие на прочность корпуса соединения должны были выполняться клёпкой[5][6].

Следующие изменения были вызваны тем, что с 1 января 1937 года Япония оказалась вне действия любых договоров об ограничениях морских вооружений. Соответственно, на место 155-мм башен ставились 203-мм, в силу большего диаметра погона у первых барбеты обрели конусовидную форму. От планировавшейся пятой 127-мм установки отказались, так как при размещении по оси корабля ей бы мешали надстройки и громоздкая грот-мачта с грузовой стрелой. Наконец, 13,2-мм пулемёты заменили на 25-мм автоматы, доведя их число до шести спаренных.

## Конструкция

### Корпус и компоновка
Конструкция корпусов кораблей в целом повторяла используемую на более ранних крейсерах типов A и B и была очень близка к таковой на «Судзуе» и «Кумано». Они имели такую же изогнутую форму форштевня, волнообразную форму верхней палубы, развитые противоторпедные були и зауженные обводы. Однако в них уже был учтён опыт инцидента с Четвёртым флотом, и их корпуса изначально были усиленными.
За четырьмя орудийными башнями в носовой части находилась башнеподобная надстройка умеренных размеров, подобная таковой на «Могами». Её семь ярусов включали в себя оперативную, штурманскую и радиорубку, ходовой мостик, приборы управления огнём, комнаты отдыха капитана и флаг-офицеров, а также мастерскую и часть складских помещений. Далее шли четырёхногая решётчатая фок-мачта и зенитная палуба. На последней размещались сдвоенная дымовая труба, воздухозаборники вентиляторов машинных и котельных отделений, прожекторная площадка, резервный визир центральной наводки тип 94, две визирные колонки тип 95, 127-мм зенитные орудия и часть 25-мм автоматов. За ними находились трёхногая грот-мачта с массивной грузовой стрелой, две катапульты и обширная система рельсов для хранения и перемещения гидросамолётов, занимавшая всю корму. Спасательные средства были представлены двумя 11-м и тремя 9-м катерами, двумя 12-м и одной 8-м шлюпками. На «Тонэ» в дополнение имелся разъездной катер, на «Тикуме»—катер для установки мишеней.
Распределение веса элементов выглядело следующим образом:
|                             | Масса, т  | В процентах |
| --------------------------- | --------- | ----------- |
| Корпус                      | 4692,0    | 33,35 %     |
| Броневая защита             | 2073,0    | 14,73 %     |
| Оборудование и снаряжение   | 1087,35   | 7,73 %      |
| Вооружение                  | 1852,62   | 13,17 %     |
| Силовая установка           | 2415,88   | 17,17 %     |
| Топливо и смазочное масло   | 1847,46   | 13,13 %     |
| Запасы пресной воды         | 111,4     | 0,79 %      |
| Остальное                   | 10,32     | 0,07 %      |
| Водоизмещение с 2/3 запасов | 14 069,65 | 100 %       |

У крейсеров проектная высота борта (при нормальном водоизмещении 13 370 дл. тонн) в носу составляла 7,48 м, в середине корпуса она понижалась до 4,68 м, а в корме до 4,63 м . Фактическая высота борта в ноябре 1938 года (при водоизмещении с 2/3 запасов — 14 070 дл. тонн) в носу составила 7,22 м, в середине корпуса — 4,42 м, а в корме — 4,37 м.
Остойчивость кораблей благодаря учтённому опыту инцидента с «Томодзуру» была лучше, чем у типа «Могами». Метацентрическая высота на испытаниях крейсера «Тонэ» на стабильность 5 ноября 1938 года составила 1,76 м при полной нагрузке (15 201 т), 1,61 м при загрузке в 2/3 от полной (14 070 т) и 1,15 м в облегчённом виде (11 258 т).

### Броневая защита
Главный броневой пояс из плит NVNC при длине 77,80 м, ширине 2,60 м, наклоне в 20° и толщине от 100 мм (в верхней части) до 65 мм (в нижней) защищал котельные и машинные отделения. Ниже он продолжался двумя слоями плит стали типа D шириной в 2,6 м и толщиной от 34 до 45 мм. Наконец, ещё ниже шёл третий ряд из 18-мм или 25-мм аналогичных плит. Как и предыдущий, он играл роль противоторпедной переборки. Для защиты погребов боезапаса в носовой части имелся отдельный пояс из сужающихся к низу плит NVNC. Он имел длину в 44,82 м, ширину в 4,0 м и наклон в 20°, с толщиной у верхнего края в 145 мм, 55 мм на уровне нижней палубы и 75 мм—на уровне трюмной.
К верхнему краю прикрывающего энергетическую установку пояса стыковалась средняя палуба, составленная на этом участке из плит CNC толщиной 31 мм. Её участки шириной по 2,9 м с каждого борта представляли собой броневые скосы с наклоном в 15° и толщиной 65 мм. К более толстому носовому поясу крепилась броневая нижняя палуба, составленная из 56-мм плит CNC, и игравшая роль горизонтальной защиты погребов. В целом, усиленное палубное бронирование наиболее серьёзно выделяло тип «Тонэ» среди других японских крейсеров по защищённости.
Четыре поперечные переборки из плит NVNC (доходившие до уровня нижней или трюмной палуб) крепились к поясам и играли роль траверзов, защищавших погреба боезапаса и силовую установку. Первая из них, огибавшая первую башню ГК, имела толщину от 175 (края) до 130 (центр) мм, вторая (перед первым котельным отделением)—67 мм. Третья имела толщину от 105 до 67 мм, последняя, отделявшая машинные отделения от кормовых отсеков, собиралась из 105-мм плит.
Барбеты башен ГК общей высотой 5,15 м выше уровня нижней палубы защищались 25 мм CNC. Ниже находилась коническая часть толщиной 145-70 мм (№ 1, 3, 4) или 155-75 мм (№ 2) NVNC, увенчивались же они 25-мм опорным броневым кольцом.
Дымоходы от задних котельных отделений прикрывались 105-мм (внешняя сторона) или 70-мм (передняя и задняя часть, внутренняя сторона) плитами CNC на 1,62 м от уровня средней палубы. Каналы вентиляторов машинных и задних котельных отделений имели защиту из 90 мм (бока) или 60 мм (перед и зад) того же материала на 0,75 м. Находившиеся в районе барбетов 3-й и 4-й башен погреба 127-мм орудий, помимо бронированной нижней палубы, имели защиту в виде 140-70 мм плит по бортам и 125-70 мм спереди и сзади. Стены и потолок рулевого отделения защищались от 35 до 100 мм NVNC и CNC. Боевую рубку окружали плиты толщиной от 40 до 130 мм.

### Силовая установка
На крейсерах устанавливались 4 турбозубчатых агрегата мощностью по 38 000 л. с. (23,9 МВт), приводившие в движение 4 трёхлопастных гребных винта. Данная паротурбинная установка была разработана четвёртой секцией Морского технического департамента (Кансэй Хомбу, сокращённо—Кампон) для крейсеров типа «Могами». Основным отличием модификации для «Тонэ» стала несколько иная компоновка: передние ТЗА вращали внешние валы, а задние—внутренние.
Каждый агрегат включал в себя активные турбины высокого (12 410 л. с. при 2613 об/мин), среднего (12 340 л. с. при 2613 об/мин) и низкого давления (13 250 л. с. при 2291 об/мин). ТВД и ТСД были однопоточными, ТНД—двухпоточной. С помощью трёх ведущих шестерней редуктора они вращали вал 3,8-м гребного винта с максимальной частотой оборотов 340 об/мин.
Предусматривались отдельные турбины заднего хода. Они питались паром от турбин низкого давления и имели мощность 40 000 л. с. (по 10 000 л. с. каждая), вращая винты в направлении обратном к вращению винтов при переднем ходе.
Для экономичного хода имелись две крейсерские турбины (мощностью по 2770 л. с. при 4796 об/мин) — по одной в составе передних ТЗА. Через отдельный редуктор (одна ведущая шестерня, передаточное число 4,457) каждая из них соединялась с турбиной среднего давления агрегата. Отработанный пар с турбины крейсерского хода (ТКХ) поступал на вторую ступень ТВД и далее на ТСД и ТНД, вместе они выдавали на валу 3750 л. с. (7500 суммарно) при 140 об/мин штатно и 5740 л. с. (11 480 суммарно) при 165 об/мин при форсировке. На испытаниях также был достигнут режим с мощностью 10 000 л. с. при 200 об/мин. Предусматривался 7,5-сильный электропривод поворотного механизма. Максимальный запас топлива в 65 цистернах составлял 2690 тонн мазута (против 2302 тонн на «Судзуе» и «Кумано»), с ним крейсера могли пройти 12 000 морских миль 14-узловым ходом или 8000 18-узловым.
Па́ром турбозубчатые агрегаты питали восемь водотрубных котлов типа «Кампон Ро Го» с нефтяным отоплением, располагавшиеся в восьми котельных отделениях. Рабочее давление пара — 22,0 кгс/см² при температуре 300 °C. Для отвода продуктов сгорания использовались сдвоенная дымовая труба.
| Результаты ходовых испытаний крейсеров | Результаты ходовых испытаний крейсеров | Результаты ходовых испытаний крейсеров | Результаты ходовых испытаний крейсеров | Результаты ходовых испытаний крейсеров | Результаты ходовых испытаний крейсеров |
|                                        | Дата                                   | Место проведения                       | Водоизмещение, тонн                    | Мощность силовой установки, л. с.      | Скорость, узлов                        |
| -------------------------------------- | -------------------------------------- | -------------------------------------- | -------------------------------------- | -------------------------------------- | -------------------------------------- |
| «Тонэ»                                 | сентябрь 1938 года                     | Район острова Косикидзима              | 14 097                                 | 152 189                                | 35,55                                  |
| «Тикума»                               | 29 января 1939 года                    | Район острова Косикидзима              | 14 080                                 | 152 915                                | 35,44                                  |

Для питания корабельной электросети (напряжение — 225 В) использовались три турбогенератора мощностью на 300 кВт каждый, и два дизельных электрогенератора на 250 кВт. Они размещались в пяти отсеках: трёх на трюмной палубе (из которых два находились перед машинными отделениями, а один за ними) и двух под ней. Суммарная мощность составила 1400 кВт, как и на «Судзуе».

### Вооружение
Главный калибр крейсеров включал восемь 203,2-мм орудий тип 3 № 2 в четырёх двухорудийных башнях. Эта артсистема являлась модернизацией более ранней тип 3 № 1, на вооружение ВМФ Японии была принята 6 апреля 1931 года, изначально ей вооружались крейсера типа «Такао». Орудие имело длину ствола в 50 калибров и максимальную скорострельность 4 выстрела в минуту. Оно оснащалось поршневым затвором, ствол скреплялся полупроволочным способом, общая его масса составляла 19,0 тонн.
Все четыре башни были сосредоточены в носу, из них вторая была возвышенной. Применяемая установка типа E3 базировалась на более ранней типа E1, разработанной в конце 20-х годов и устанавливавшейся на крейсер «Мая». При массе в 177 тонн и диаметре погона 5,03 м она имела круговое бронирование из плит NVNC толщиной в 25 мм. Поверх него крепились тонкие стальные листы, игравшие роль солнцезащитных экранов. Из-за планировавшегося изначально использования 155-мм башен с более широким погоном крейсера типа «Тонэ» получили барбеты конической формы, с диаметром в 5,7 м на уровне нижней палубы и 5,0 м—на уровне верхней (для установки № 2—5,7 и 2,8 м соответственно). Устройства наводки (по два электродвигателя и гидронасоса) и заряжания были очень похожи на используемые на E1. На момент вступления в строй использовались снаряды образца 1931 года (тип 91)—бронебойный, «общего назначения» (фугасный) и практические, штатный их боекомплект составлял 1000 единиц (150 на ствол). Максимальная дальность стрельбы при угле возвышения в 45° достигала 29,4 км.
Система управления огнём главного калибра крейсеров включала в себя два визира центральной наводки (ВЦН) тип 94 модель 2 — на вершине носовой надстройки (главный) и за дымовой трубой (резервный), визир слежения за целью тип 92 модель 1 (на нижней палубе), два 8-метровых (на крышах башен ГК № 2 и 4) и один 6-метровый (на вершине надстройки) дальномера тип 14, и три 110-см поисковых прожектора тип 92. Также устанавливались устройства задержки выстрела тип 98, снижающие рассеяние снарядов.
Для борьбы с самолётами на зенитной палубе вокруг дымовой трубы были установлены восемь 127-мм орудий тип 89 в спаренных щитовых установках с электрогидравлическим приводом типа A1 модель 1. С максимальным углом возвышения в 90° их эффективная досягаемость по высоте достигала 7400 метров, боекомплект—1600 снарядов (по 200 на ствол). Для управления их огнём использовались две СУАЗО тип 94 (по бокам надстройки), каждая с 4,5-метровым дальномером.
Малокалиберное зенитное вооружение было представлено шестью спаренными 25-мм автоматами тип 96: первая пара размещалась на спонсонах в передней части надстройки, вторая-на прожекторной площадке позади дымовой трубы, третья-рядом с грот-мачтой. Их боекомплект включал 24 000 снарядов (по 2000 на ствол). Для управления огнём зенитных автоматов использовались три визирные колонки тип 95: одна на надстройке и две между дымовой трубой и грот-мачтой.
Торпедное вооружение состояло (как и на типе «Могами») из четырёх строенных поворотных 610-мм торпедных аппаратов тип 90 модель 1, располагавшихся на верхней палубе в задней части надстройки. При массе в 15,75 тонны, длине 8,87 м и ширине 3,59 м они имели электрогидравлическое наведение, поворот на максимальные 105 ° занимал 5,3 секунды (в случае резервного ручного-до 90 секунд). В торпедном отсеке находились компрессор и генератор «специального воздуха» (кислорода).
Используемые кислородные торпеды тип 93 модель 1 при стартовой массе в 2,7 тонны несли 490 кг взрывчатого вещества тип 97 и могли пройти 40 000 м на 36 узлах, 32 000 на 40 и 20 000 на 48. Из общего их боекомплекта в 24 штуки двенадцать находились в торпедных аппаратах, а ещё двенадцать—в системе быстрой перезарядки. Боеголовки торпед имели защиту из броневого кожуха. Для управления их огнём использовались в себя два визира тип 91 модель 3 и два прибора управления торпедной стрельбой тип 93 на надстройке. Помимо них на фок-мачте (рядом с радиопеленгатором тип 93) находился прибор управления торпедной стрельбой тип 92, необходимый для использования кислородных торпед на дальность до 30 000 м, а на уровне верхней палубы—торпедный автомат стрельбы тип 93.
Крейсера оснащались двумя малыми тралами и двумя параванами. На их кормовых оконечностях находились два жёлоба для сброса глубинных бомб (Тип 95, позже—Тип 2). На трюмной палубе размещался пост связи с подводными лодками. Его аппаратура (типа «Фуку» модель 10, допускавшая использование в качестве пассивной ГАС) была установлена ниже, между 39 и 40 шпангоутами.
Авиационное вооружение состояло из двух пороховых катапульт тип № 2 модель 5, расположенные побортно над торпедными отсеками. При длине в 19,4 м они позволяли разгонять самолёты весом до 4000 кг до стартовой скорости в 28 м/с. Авиагруппа по проекту состояла из двух трёхместных (тип 94, на стрелах катапульт) и четырёх двухместных (тип 95, на системе рельсов на верхней палубе в кормовой части) разведывательных гидросамолётов. «Тикуму» планировалось оснастить восемью машинами (четырьмя тип 94 и четырьмя тип 95), но фактически из-за их нехватки оба крейсера несли лишь пять. Для погрузки гидросамолётов на грот-мачте имелся кран с 24-м стрелой, авиабомбы (60-кг и 250-кг) хранились в защищённом бронёй помещении за 4-й башней ГК, бензиновые цистерны (с системой заполнения углекислым газом) находились на трюмной палубе.

### Экипаж и условия обитаемости
По проекту экипаж крейсеров состоял из 874 человек: 59 офицеров и 815 унтер-офицеров и матросов. Из-за усиления малокалиберной зенитной артиллерии во время войны численность всей команды превысила 1000.
Рядовой состав размещался в восемнадцати кубриках: на средней палубе находились № 1-№ 4 в центральной её части (там же были помещения унтер-офицеров) и № 5-№ 8 в кормовой, на нижней палубе № 9-№ 11 в носу и № 12-№ 18 в корме. Общий их объём (с вычетом занимаемого санитарно-гигиеническим оборудованием) составлял 3585 м³, или 4,4 м³ на человека.
Каюты офицеров находились в носовой части на нижней (только для токуми сикан) и средней (для всех остальных) палубах. Их общий объём (считая и занимаемое санитарно-гигиеническим оборудованием) был 1868 м³, или 31,7 м³ на человека. Высота межпалубного пространства составляла 2,55 м (между нижней и средней палубами) и 2,60 м (между средней и верхней). Соответственно, некоторые бывшие офицеры ЯИФ после войны утверждали, что «Тонэ» и «Тикума» пользовались репутацией самых лучших японских крейсеров с точки зрения условий обитаемости.
На кораблях имелись кладовые для риса и маринованных продуктов (в носовой части) и морозильная камера (в корме). На средней палубе размещались лазарет, матросская баня и санитарно-гигиенические помещения командного состава. Раздельные (для офицеров и матросов) камбузы находились на верхней палубе с правого борта, у переднего торпедного отсека.

## Строительство
Головной корабль в серии был заложен на стапеле № 1 верфи компании «Мицубиси» в Нагасаки 1 декабря 1934 года. Одновременно с закладкой ему было присвоено название «Тонэ» в честь протекающей по равнине Канто реки. Ранее это имя уже носил бронепалубный крейсер, служивший в ЯИФ в 1910—1931 годах. 21 ноября 1937 года «Тонэ» был спущен на воду, в строй он вошёл 20 ноября 1938 года.
Второй корабль заложили на освободившемся стапеле № 2 той же верфи 1 октября 1935 года. Двумя днями ранее, 28 сентября, он получил название «Тикума», в честь верхнего течения реки Синано в префектуре Нагано. В прошлом это имя носил турбинный бронепалубный крейсер, служивший в ЯИФ в 1912—1931 годах. «Тикума» сошёл на воду 19 марта 1938 года, а 20 мая 1939 года был передан флоту.
| Название          | Место постройки            | Заложен        | Спущен на воду | Введён в эксплуатацию | Судьба |
| ----------------- | -------------------------- | -------------- | -------------- | --------------------- | --- |
| Тонэ (яп. 利根)   | Верфь «Мицубиси», Нагасаки | 1 декабря 1934 | 21 ноября 1937 | 20 ноября 1938        | Потоплен американской авиацией в Этадзиме 24 июля 1945 года, поднят и разделан на металл в 1947—1948 годах |
| Тикума (яп. 筑摩) | Верфь «Мицубиси», Нагасаки | 1 октября 1935 | 19 марта 1938  | 20 мая 1939           | Потоплен американской авиацией у острова Самар 25 октября 1944 года                                        |

## История службы
После вступления в строй «Тонэ» находился в резерве, позже — в составе 6-й дивизии. 15 ноября 1939 года образована новая 8-я дивизия, в которую вошли и «Тонэ» (флагман), и «Тикума».
В апреле и сентябре 1940 года оба корабля ходили к побережью Южного Китая, а 11 октября приняли участие в морском смотре в Иокогаме в честь 2600-летия основания Японской империи. До конца ноября они были отдокованы в Майдзуру. Третий поход «Тонэ» и «Тикумы» к южнокитайским берегам занял период с декабря 1940 по март 1941 года. В апреле и сентябре 1941 года они снова проходили докование в Майдзуру в рамках первой и второй фазы военных приготовлений.
17 ноября 1941 года 8-я дивизия была тактически подчинена Мобильным силам (Кидо Бутай), ядро которых составляли шесть авианосцев и четыре линкора типа «Конго». 26 ноября вместе с ними она покинула залив Хитокаппу на острове Эторофу для участия в Гавайской операции. Из-за недостаточности штатных запасов топлива для такого похода «Тонэ» и «Тикума» взяли на борт большое количество бочек с мазутом. Утром 7 декабря гидросамолёты Тип 0 с обоих крейсеров провели последнюю разведку Пёрл-Харбора. После успешного удара по американской базе, 8-я дивизия прикрывала вторую высадку на Уэйк, в Курэ она вернулась 29 декабря.
С 10 по 27 января 1942 года оба крейсера в составе Кидо Бутай поддерживали захват Рабаула, Лаэ и Саламуа. 1 февраля они выходили на перехват американских 8-го и 17-го оперативных соединений, но безуспешно. 19 февраля «Тонэ» и «Тикума» прикрывали Кидо Бутай в ходе удара по Дарвину. 1 марта южнее острова Рождества они потопили нидерландское торговое судно «Модйокерто» и (совместно с линкорами) американский эсминец «Эдсолл», выпустив по ним суммарно 844 203-мм и 62 127-мм снарядов. 4 марта «Тикума» также уничтожила совместно с «Уракадзэ» судно «Энггано».
26 марта 8-я дивизия вышла вместе с Кидо Бутай в поход в Индийский океан. Утром 5 апреля один из гидросамолётов с «Тонэ» обнаружил британские тяжёлые крейсера «Корнуолл» и «Дорсетшир», которые затем были потоплены японской палубной авиацией. В Майдзуру 8-я дивизия вернулась 23 апреля, оба корабля до 12 мая прошли там докование.

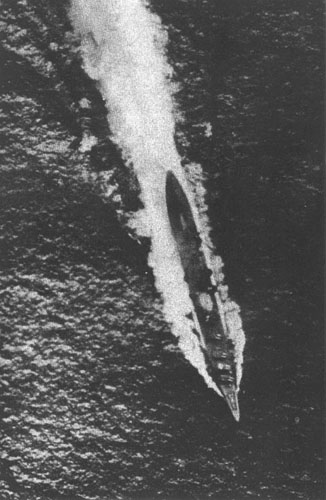
«Тикума» в ходе сражения у островов Санта-Крус, 26 октября 1942 года.

В ходе операции «MI» утром 4 июня гидросамолёты обоих крейсеров осуществляли поиск целей в районе Мидуэя, и именно борт с «Тонэ» первым обнаружил американское авианосное соединение — но уже после того, как оно подняло в воздух свои авиагруппы. Вечером того же дня «Тонэ» и «Тикума» несколько раз подвергались налётам палубной и береговой авиации США, но никаких повреждений не получили.
В июле при реорганизации Кидо Бутай 8-я дивизия вошла в его штатный состав. 24 августа в ходе сражения у Восточных Соломоновых островов «Тонэ» принял на борт часть экипажа потопленного «Рюдзё», один из гидросамолётов «Тикумы» обнаружил американские корабли, а сама она участвовала в неудачном ночном преследовании.
26 октября 8-я дивизия участвовала в сражении авианосцев у островов Санта-Крус, при этом «Тикума» получила повреждения средней тяжести: «Донтлессы» с «Хорнета» добились трёх бомбовых попаданий и одного близкого разрыва, в результате которых были разрушены верхняя часть надстройки, передний торпедный отсек правого борта, затоплены третье и пятое котельные отделения, 151 член экипажа был убит и 165 ранено. После экстренного исправления повреждений плавмастерской «Акаси» крейсер был отправлен в Курэ, где находился на ремонте с 29 ноября по 28 декабря.
Большую часть 1943 года 8-я дивизия провела в японских водах и на Труке, только несколько раз выходя на перехват американских кораблей — 18 сентября и 17 октября. 5 ноября в ходе бомбардировки Рабаула «Тикума» получила лёгкие повреждения корпуса и оборудования из-за близких разрывов. 1 января 1944 года 8-я дивизия была расформирована, оба крейсера вошли в состав 7-й, ранее включавшей «Судзую» и «Кумано».
9 марта «Тонэ» вместе с «Тикумой» потопили британское судно «Бихар» в районе Кокосовых островов. Однако из-за переданного им сигнала бедствия рейдерская операция была отменена, крейсера вернулись в Сингапур 20-го марта. Они участвовали в операции «А-Го» 19-20 июня, но никаких повреждений не получили.

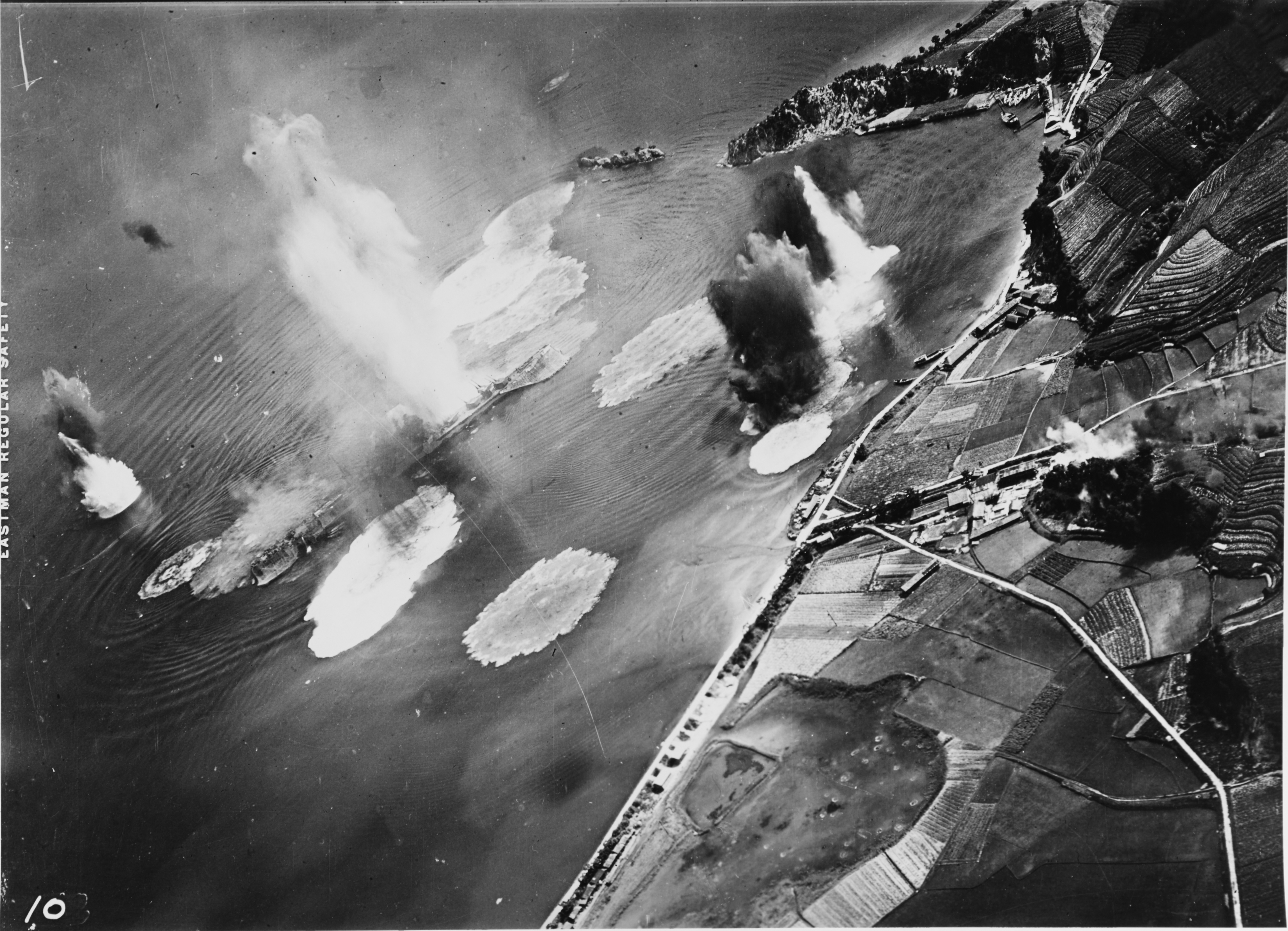
Налёт на «Тонэ» 24 июля 1945 года.

18 октября «Тонэ» и «Тикума» вместе с Первым набеговым соединением Куриты покинули Лингу для участия в операции «Сё-Го». 24 октября в море Сибуян «Тонэ» получил лёгкие повреждения из-за трёх бомбовых попаданий. На следующий день у острова Самар оба корабля активно участвовали в бою с «Таффи 3» (в частности, в потоплении авианосца «Гэмбир Бэй»), и для «Тикумы» это сражение стало последним: она потеряла ход после последовательных попаданий трёх 570-мм торпед Mk 13 с 272 кг торпекса, сброшенных TBM-1C (предположительно, с «Натомы Бэй» и «Киткун Бэй»). Во второй половине дня TBM-1C с «Оммани Бэй» поразили крейсер ещё тремя авиаторпедами, и он затонул в течение 15 минут. Выживших членов экипажа «Тикумы» принял на борт эсминец «Новаки», который в ночь на 26-е был потоплен американскими кораблями вместе со всеми находившимися на борту. Таким образом, из более чем тысячной команды крейсера не спасся никто.

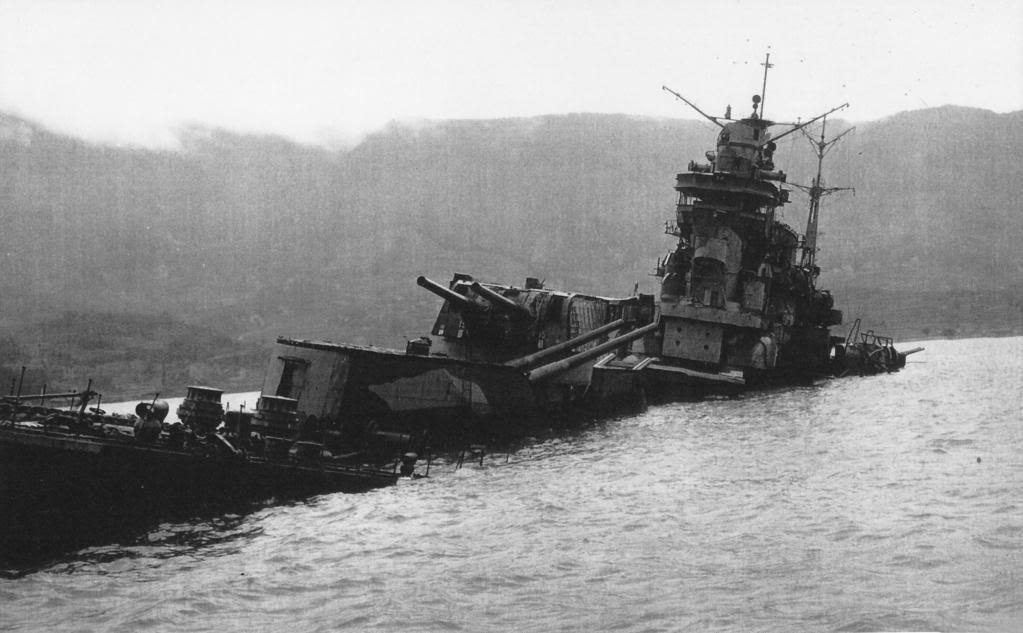
Потопленный в Этадзиме «Тонэ».

«Тонэ» у острова Самар получил одно попадание 127-мм снарядом и одно 250-кг авиабомбы, общие потери его экипажа за 24-е и 25-е октября составили 19 человек убитыми. По итогам сражения 7-я дивизия прекратила своё существование, уцелевшие «Тонэ» и «Кумано» были переданы в 5-ю дивизию Второго флота.
До февраля 1945 года «Тонэ» находился на ремонте в Майдзуру, и более уже Японию не покидал. 19 марта он был легко повреждён от близких разрывов бомб. 24 июля в Этадзиме при налёте палубной авиации из 38-й оперативной группы «Тонэ» получил три прямых попадания 250-кг и 500-кг бомб и семь близких разрывов, в результате чего лёг на грунт и был оставлен экипажем. 28 июля он получил дополнительные повреждения при новом налёте. В таком состоянии «Тонэ» находился вплоть до капитуляции Японии и исключения из списков флота. В апреле 1947 года начали подъём надстроек и башен, 4 мая 1948 корпус был поднят и отбуксирован в акваторию Курэ, где его к 30 сентября разобрали на металл.

## Модернизации
В апреле 1941 года при доковании в Майдзуру крейсера получили размагничивающую обмотку для защиты от магнитных мин.
В феврале-марте 1943 года «Тонэ» и «Тикума» прошли в Майдзуру первую военную модернизацию. При ней устанавливалось ещё два спаренных 25-мм автомата (общее число стволов — 16), на фок-мачте размещался радиолокатор обнаружения воздушных целей № 21 (счётно-решающий прибор тип 92 при этом демонтировался), надстройка оснащалась ветрозащитными козырьками, на ней оборудовался командный пост управления зенитным огнём.
В ноябре-декабре 1943 года «Тонэ» и в декабре 1943-феврале 1944 «Тикума» прошли в Курэ вторую военную модернизацию. При ней было усилено зенитное вооружение-спаренные 25-мм автоматы на надстройке и у грот-мачты заменили на строенные (общее число стволов — 20), дополнительно установили четыре 13,2-мм пулемёта тип 93. Также для улучшения герметичности корпуса все иллюминаторы на нижней палубе и многие на средней были заварены.
С 26 июня по 8 июля 1944 года «Тонэ» и «Тикума» прошли в Курэ третью военную модернизацию. При ней снова усиливалось зенитное вооружение — на мостик и в корме дополнительно размещено четыре строенных и 23/25 («Тикума»/«Тонэ») одиночных 25-мм автоматов (общее число стволов-55/57), на фок-мачте установили два радиолокатора обнаружения надводных целей № 22 4-й модификации, на грот-мачте дополнительный радар № 13, также крейсера получили приёмники радарного излучения и устройства инфракрасной связи.
«Тонэ» при ремонте в Майдзуру с 17 ноября 1944 по 17 февраля 1945 года прошёл последнюю модернизацию. При ней дополнительно установили четыре строенных 25-мм автомата, семь одиночных сняли (общее число стволов-62). Радиолокатор № 21 демонтировался, а РЛС № 22 4-й модификации модернизировалась с установкой супергетеродинного приёмника и могла использоваться в системе управления огнём.